# Doro Zinke
Doro Zinke (26 april 1954) is een voormalig Duits syndicaliste.

## Levensloop
Zinke studeerde politicologie, sociologie en geschiedenis aan de Eberhard Karls Universität Tübingen.
In 1973 trad ze toe tot de Gewerkschaft Erziehung und Wissenschaft (GEW) en in 1980 tot de Gewerkschaft Öffentliche Dienste, Transport und Verkehr (ÖTV). Voor de afdeling Noordrijn-Westfalen van deze vakcentrale was ze werkzaam als onderwijsadviseur te Bonn en adviseur 'transport en verkeer' te Keulen, alsook vicedistrictsvoorzitter. In 1999 werd ze aangesteld als algemeen secretaris van de  European Transport Workers' Federation (ETF), een functie die ze uitoefende tot 2005. Ze werd in deze hoedanigheid opgevolgd door Eduardo Chagas. 
Vervolgens werd ze in 2006 verkozen tot vicevoorzitter van het DGB-afdeling Berlijn-Brandenburg en in januari 2010 als voorzitter. Ze volgde in deze hoedanigheid Dieter Scholz op. Deze functie oefende ze uit tot januari 2018, ze werd opgevolgd door Christian Hoßbach.